# Clicked Singles Best 13
En el 2001 comenzó el break-up de L'Arc~en~Ciel, trayendo consigo varias compilaciones. La primera de ellas es el Clicked Singles Best 13, un CD formado por los 12 singles más votados en una encuesta por toda Asia (logrando más de 15 millones de votos) y por una canción inédita, Anemone, que completa las 13. El álbum alcanzó el primer puesto del Oricon Chart, superando el millón de ejemplares vendidos.

## Lista de canciones
| #   | Título         | Álbum original: | Compuesta por:                                                       |
| --- | -------------- | --------------- | -------------------------------------------------------------------- |
| 1.  | Blurry Eyes    | Tierra          | hyde (letra) tetsu (música) L'Arc~en~Ciel (arreglos)                 |
| 2.  | flower         | True            | hyde (letra y música) L'Arc~en~Ciel y Takao Konishi (arreglos)       |
| 3.  | Lies and Truth | True            | hyde (letra) ken (música) L'Arc~en~Ciel y Akira Nishihira (arreglos) |
| 4.  | Niji           | HEART           | hyde (letra) ken (música) L'Arc~en~Ciel y Chokkaku (arreglos)        |
| 5.  | winter fall    | HEART           | hyde (letra) ken (música) L'Arc~en~Ciel y Hajime Okano (arreglos)    |
| 6.  | DIVE TO BLUE   | ark             | hyde (letra) tetsu (música) L'Arc~en~Ciel y Hajime Okano (arreglos)  |
| 7.  | HONEY          | ray             | hyde (letra y música) L'Arc~en~Ciel y Hajime Okano (arreglos)        |
| 8.  | HEAVEN'S DRIVE | ark             | hyde (letra y música) L'Arc~en~Ciel y Hajime Okano (arreglos)        |
| 9.  | Pieces         | ark             | hyde (letra) tetsu (música) L'Arc~en~Ciel y Chokkaku (arreglos)      |
| 10. | Driver's High  | ark             | hyde (letra) tetsu (música) L'Arc~en~Ciel y Hajime Okano (arreglos)  |
| 11. | NEO UNIVERSE   | REAL            | hyde (letra) ken (música) L'Arc~en~Ciel y Hajime Okano (arreglos)    |
| 12. | STAY AWAY      | REAL            | hyde (letra y música) L'Arc~en~Ciel y Hajime Okano (arreglos)        |
| 13. | Anemone        | Nueva canción   | hyde (letra y música) L'Arc~en~Ciel y Hajime Okano (arreglos)        |

La encuesta organizada por Yahoo! por todo el continente asiático hizo que para cada país se editara una versión del álbum, donde varía sólo una de las 13 canciones. 

## Ediciones asiáticas
| #  | País:     | Canción:                                            |
| -- | --------- | --------------------------------------------------- |
| 1. | Taiwán    | snow drop                                           |
| 2. | Hong Kong | finale                                              |
| 3. | Corea     | Natsu no yu-utsu [time to say good-bye] y snow drop |

## Vídeos promocionales
- L'Arc~en~Ciel - Anemone

- Datos: Q2702753